# Swedish Match
Swedish Match è un'azienda svedese con base in Stoccolma che produce prodotti a base di tabacco (come lo snus) e fiammiferi. È stata fondata con il nome di Svenska Tändsticksaktiebolaget da Ivar Kreuger nel 1917. L'azienda ha cambiato nome nel 1980. L'azienda possiede anche la Svenska Tobaks AB fondata nel 1915.